# وایسمن

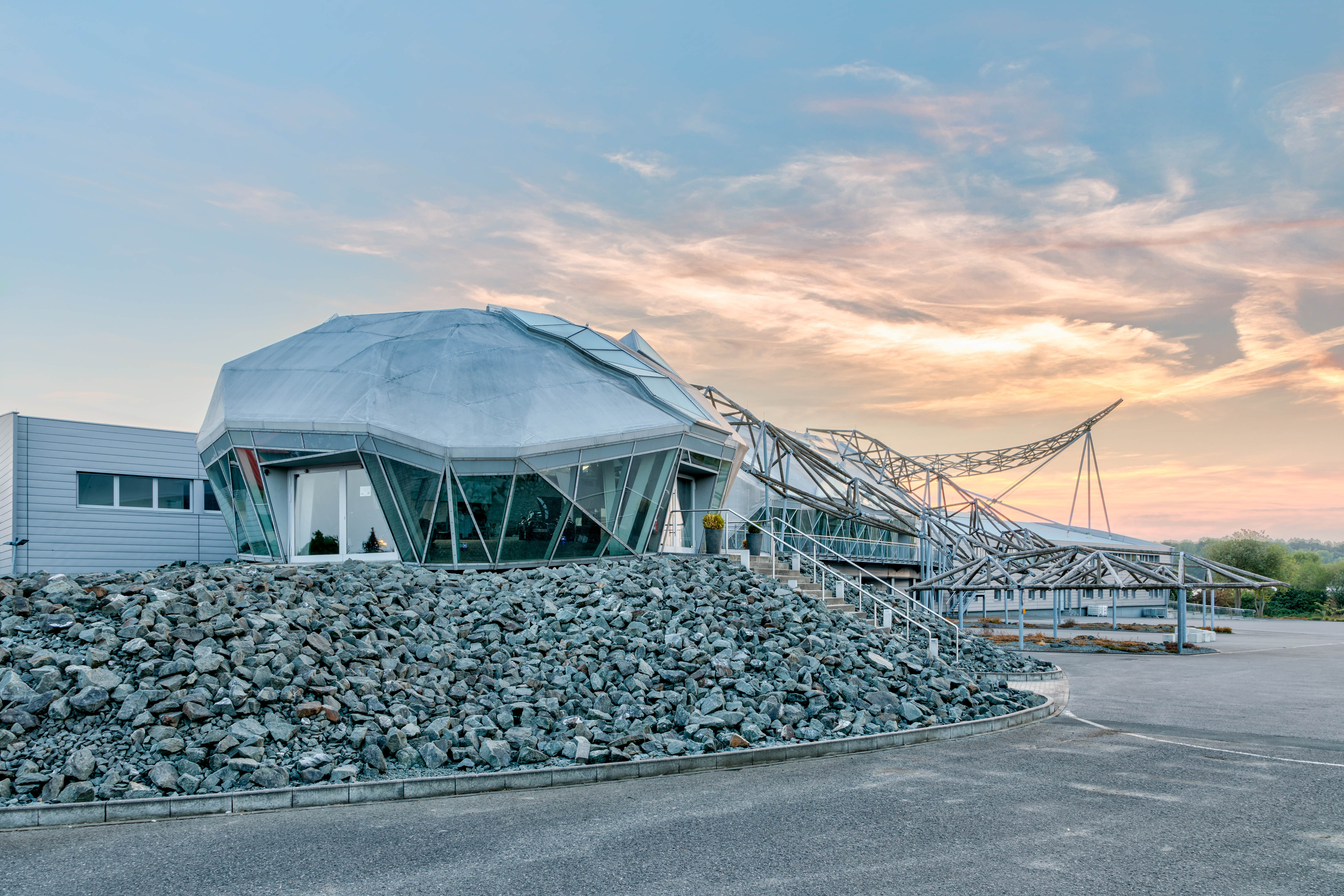
نمایی از ساختمان شرکت خودروهای اسپورت وایسمن - ۲۰۱۸

وایسمن (انگلیسی: Wiesmann) شرکت خودروسازی آلمانی است، که در سال ۱۹۸۸ تأسیس شد.